# Elias und Heinrich van Lennep

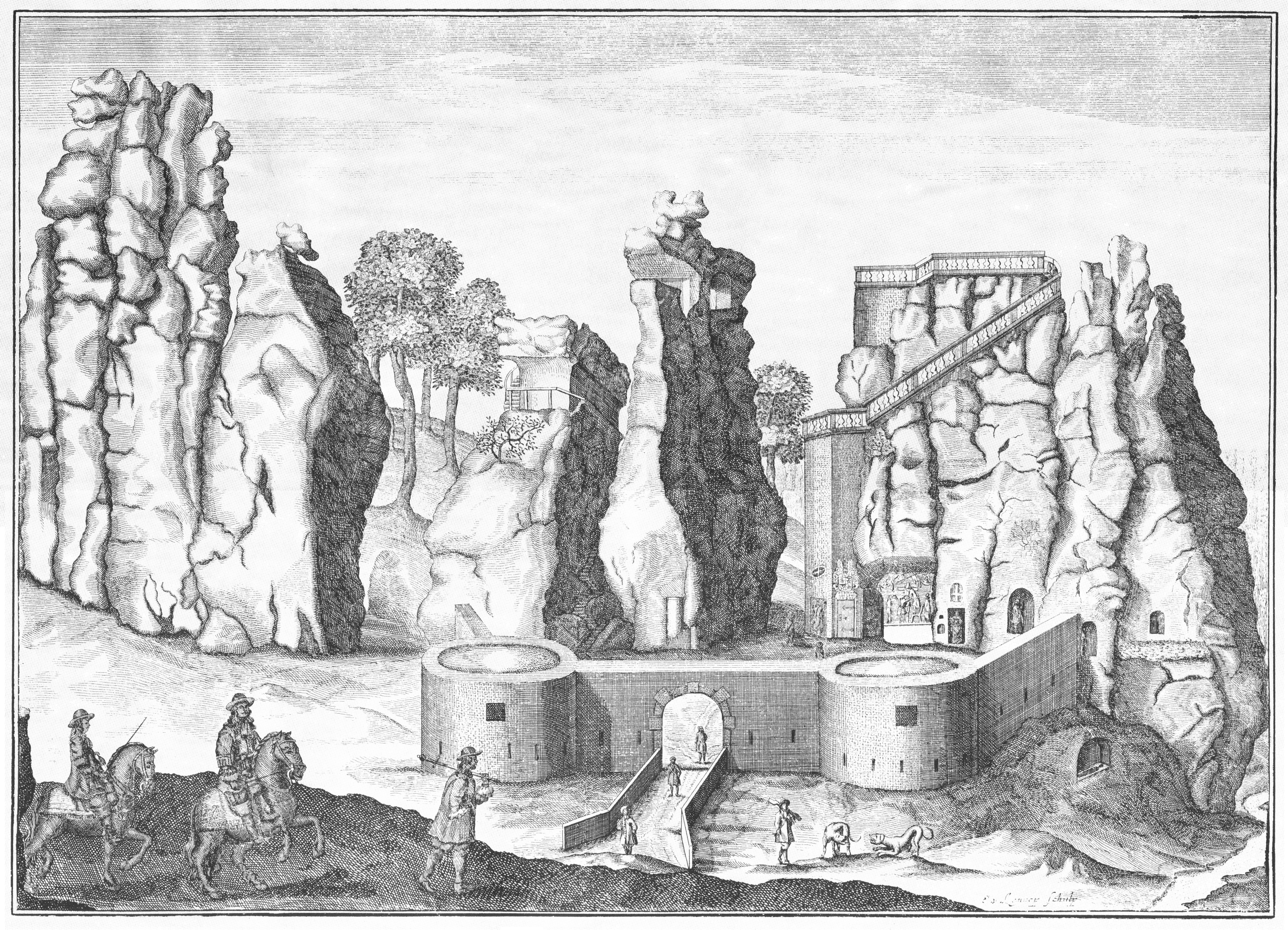
Kupferstich der Externsteine von Elias van Lennep (1663)

Elias van Lennep (* 1637/38 in Borculo, Niederlande; † 15. Januar 1692 in Wien) und sein Bruder Johann Heinrich van Lennep (* um 1635 in Borculo, Niederlande; † 1. März 1720 in Kassel) aus dem Geschlecht Van Lennep waren Kupferstecher, Mathematiker und Ingenieure.
Elias war 1664/65 und 1686 bis 1688 als Kriegsingenieur in Ungarn (Türkenkriege), dazwischen als Kupferstecher in Detmold, Kassel und kurbrandenburgischen Diensten. In Wien verfasste er eine mathematische Arbeit zur „Regula proportionis“ und fertigte ein Astrolabium an. Heinrich war tätig in Münster, Detmold, Wiedenbrück und Kassel und vollendete dort u. a. den großen Himmelsglobus von Jost Bürgi.

## Werke

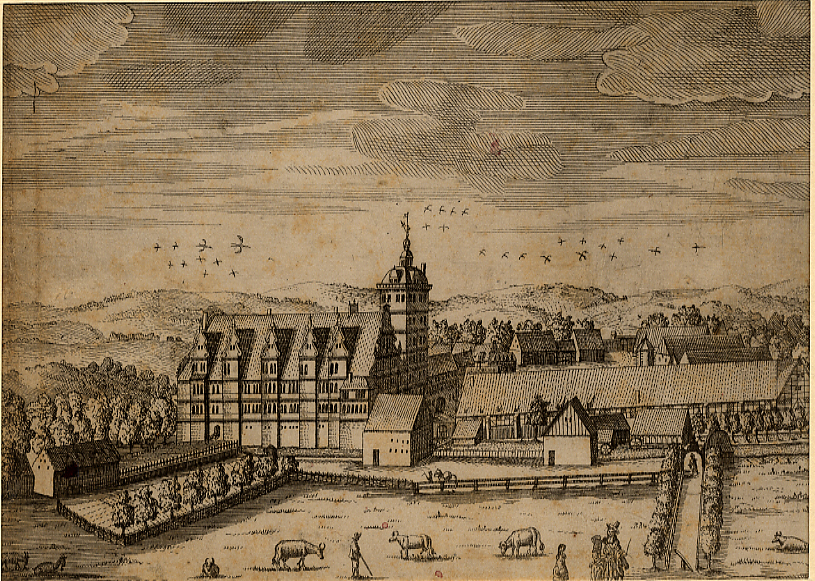
Ansicht von Schloss Brake (1663/1665)

- Elias van Lennep: Alverdiszen (heute: Alverdissen), Kupferstich um 1663[1]
- Elias van Lennep: Stadt und Schloss Detmold, Kupferstich um 1663
- Elias van Lennep: Die Externsteine mit dem landesherrlichen Jagdschloss, Kupferstich von 1663
- Elias van Lennep: Burg Sternberg, Kupferstich um 1663
- Elias und Heinrich van Lennep: Ansicht von Schloss Brake, Kupferstich um 1663/1665[2]
- Heinrich van Lennep: Die Stadt Jever, Radierung um 1671
- Elias van Lennep: Problemata mathematica per regulam proportionis, Frankfurt 1690 (Digitalisat)